# 1941年凡城—埃爾吉斯地震
1941年凡城－埃爾吉斯地震發生於當地時間9月10日23點53分，據估計該次地震規模為5.9，最大破壞程度為麥加利地震烈度第8度（MM VIII），該次地震造成192人傷亡。